# Gare de Cayeux-sur-Mer-Brighton-Plage
La gare de Cayeux-sur-Mer-Brighton-Plage est une gare ferroviaire française de la ligne de Saint-Valery à Cayeux du réseau de chemin de fer touristique du Chemin de fer de la baie de Somme (CFBS), située sur le territoire de la commune de Cayeux-sur-Mer, dans le département de la Somme, en région Hauts-de-France.
C'est une gare du CFBS, desservie par des trains touristiques réguliers et des trains spéciaux.

## Situation ferroviaire
Établie à 5 mètres d'altitude, la gare terminus de Cayeux-sur-Mer-Brighton-Plage est située sur la ligne de Saint-Valery à Cayeux, après la gare ouverte de Lanchères - Pendé.

Carte du réseau CFBS.

## Histoire
La gare de Cayeux-sur-Mer-Brighton-Plage est mise en service le 6 septembre 1887 par la Société générale des chemins de fer économiques (SE), lorsqu'elle ouvre à l'exploitation la ligne à écartement métrique de Noyelles à Cayeux du réseau des Chemins de fer départementaux de la Somme,.

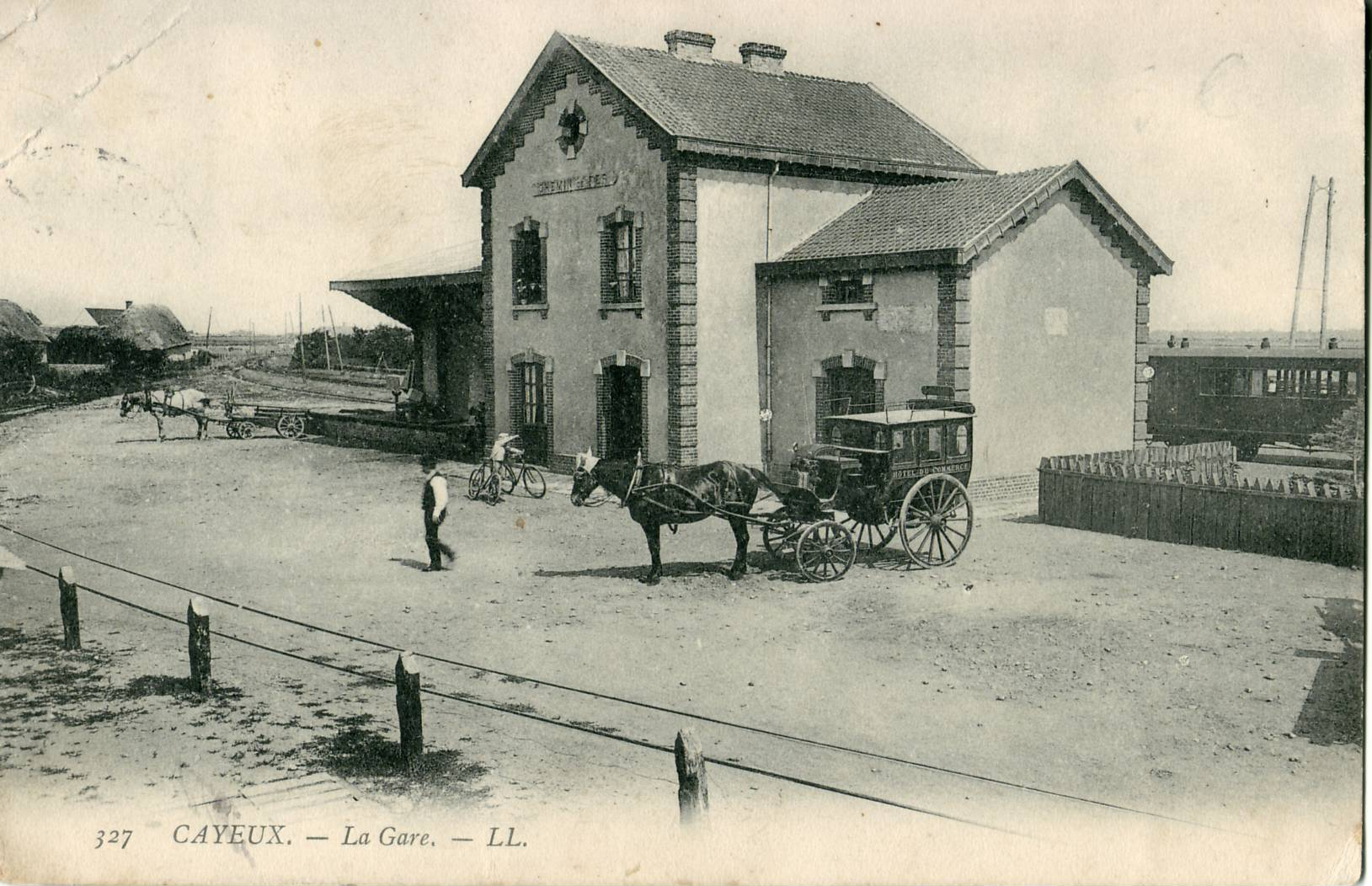
La gare, vers 1900.
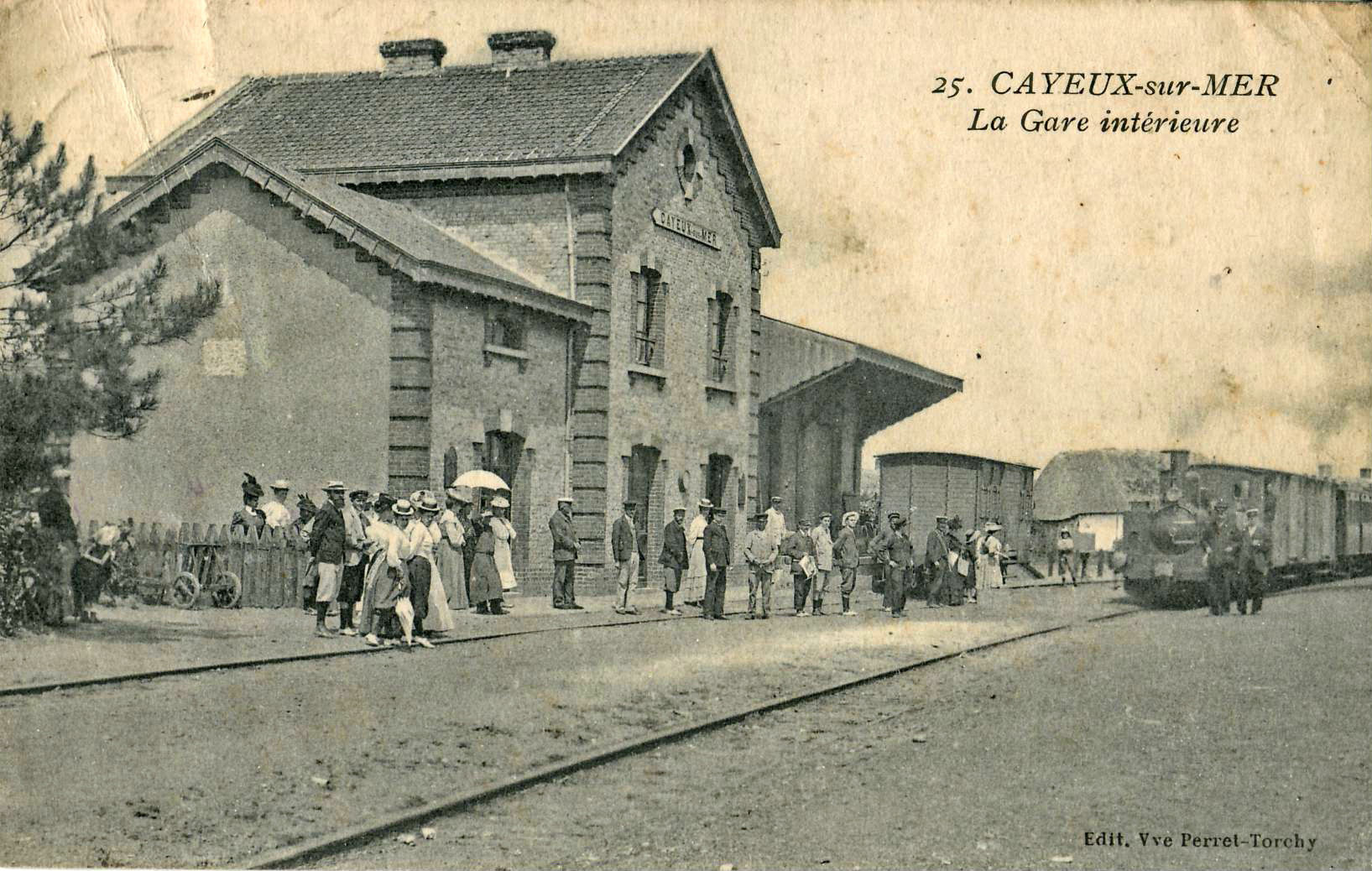
Intérieur de la gare, vers 1900.
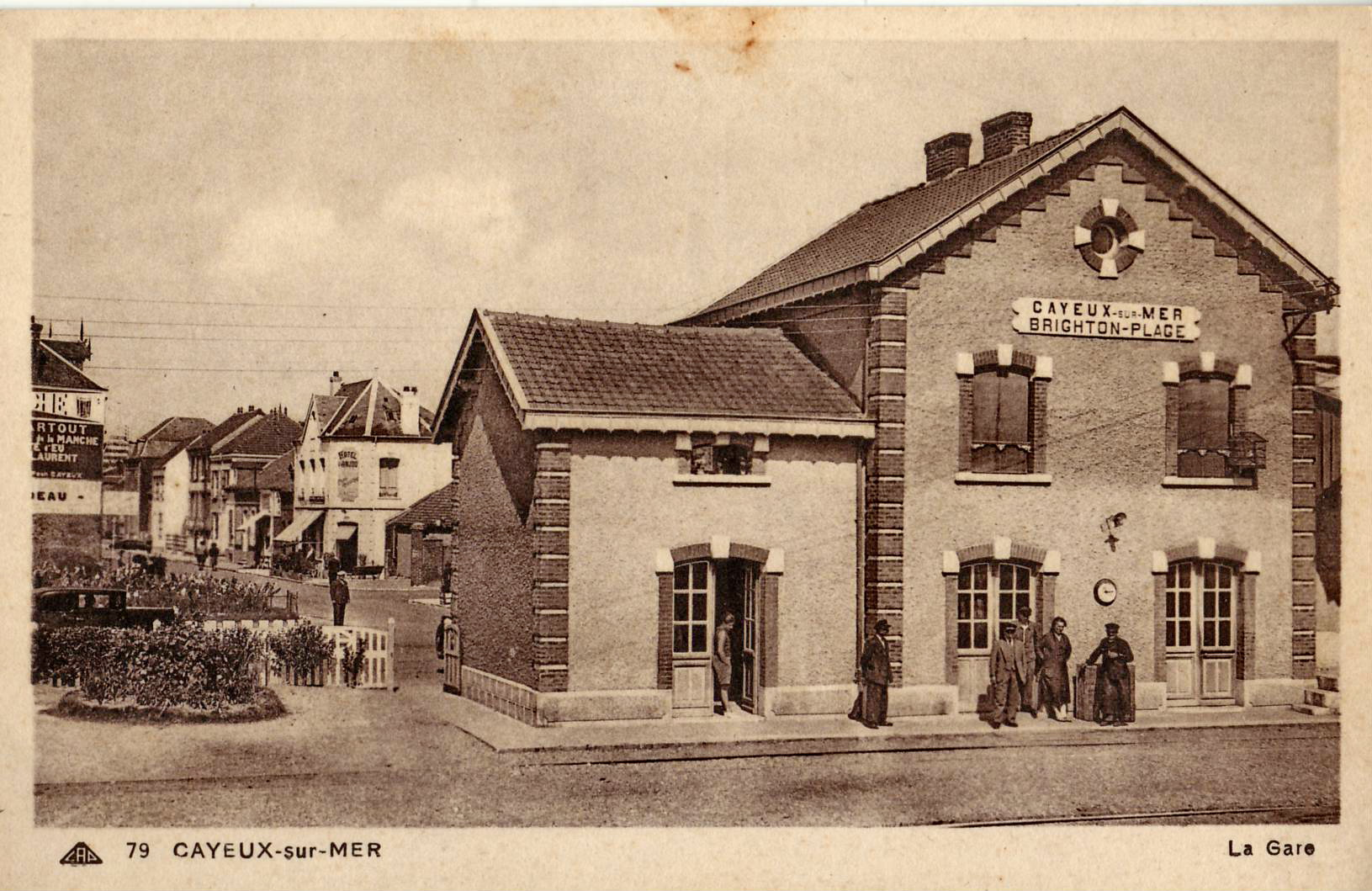
La gare, vers 1920.

Au début des années 1930, le projet d'un nouveau bâtiment voyageurs est réalisé par l'architecte parisien Georges Demailly (il ne sera cependant pas construit).
La gare est fermée avec la ligne à la fin de l'année 1972. Depuis, elle est rouverte par le CFBS, comme gare terminus de la ligne.
La voie du tiroir de manœuvre est équipée d'une plaque tournante pour réorienter les locomotives.
Par ailleurs, Radio Picardie Littoral occupait jusqu'en 2014 l'ancienne halle à marchandises (accolée au bâtiment voyageurs).

## Service des voyageurs

### Accueil
Gare CFBS, elle dispose d'un bâtiment voyageurs, avec guichet, ouvert les jours de circulations. On peut s'y procurer des titres de transport pour les trains touristiques du CFBS.

### Desserte
Cayeux-sur-Mer-Brighton-Plage est desservie par des trains du CFBS, circulant notamment entre Saint-Valery-Ville et Cayeux-sur-Mer. Cette desserte est renforcée lors de la fête de la gare (évènement annuel), ainsi que pendant les Fêtes de la Vapeur.
Par ailleurs, la gare est le point de départ du vélorail de la baie de Somme (également géré par le CFBS), utilisant la ligne jusqu'à la halte de Hurt.

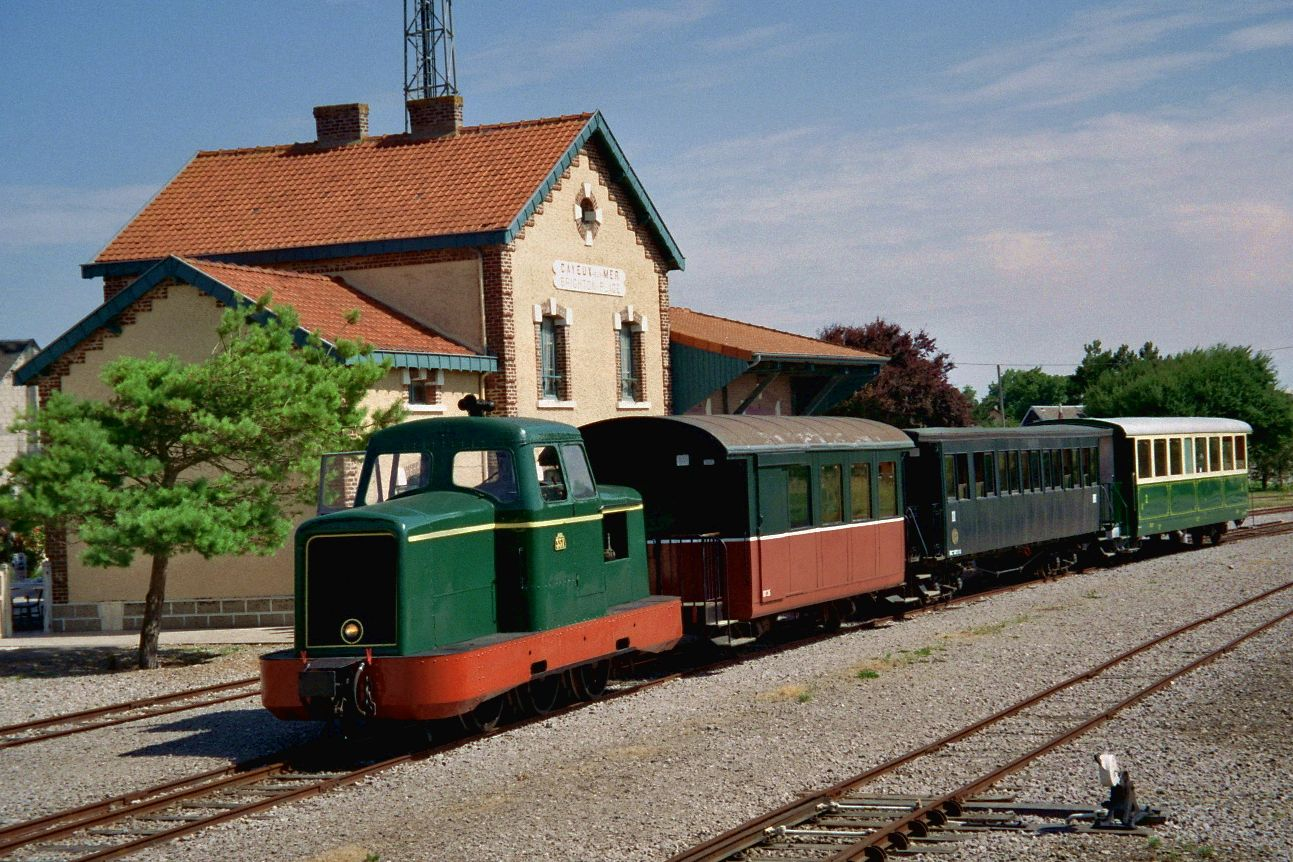
Train de Noyelles, pour la fête de la gare.
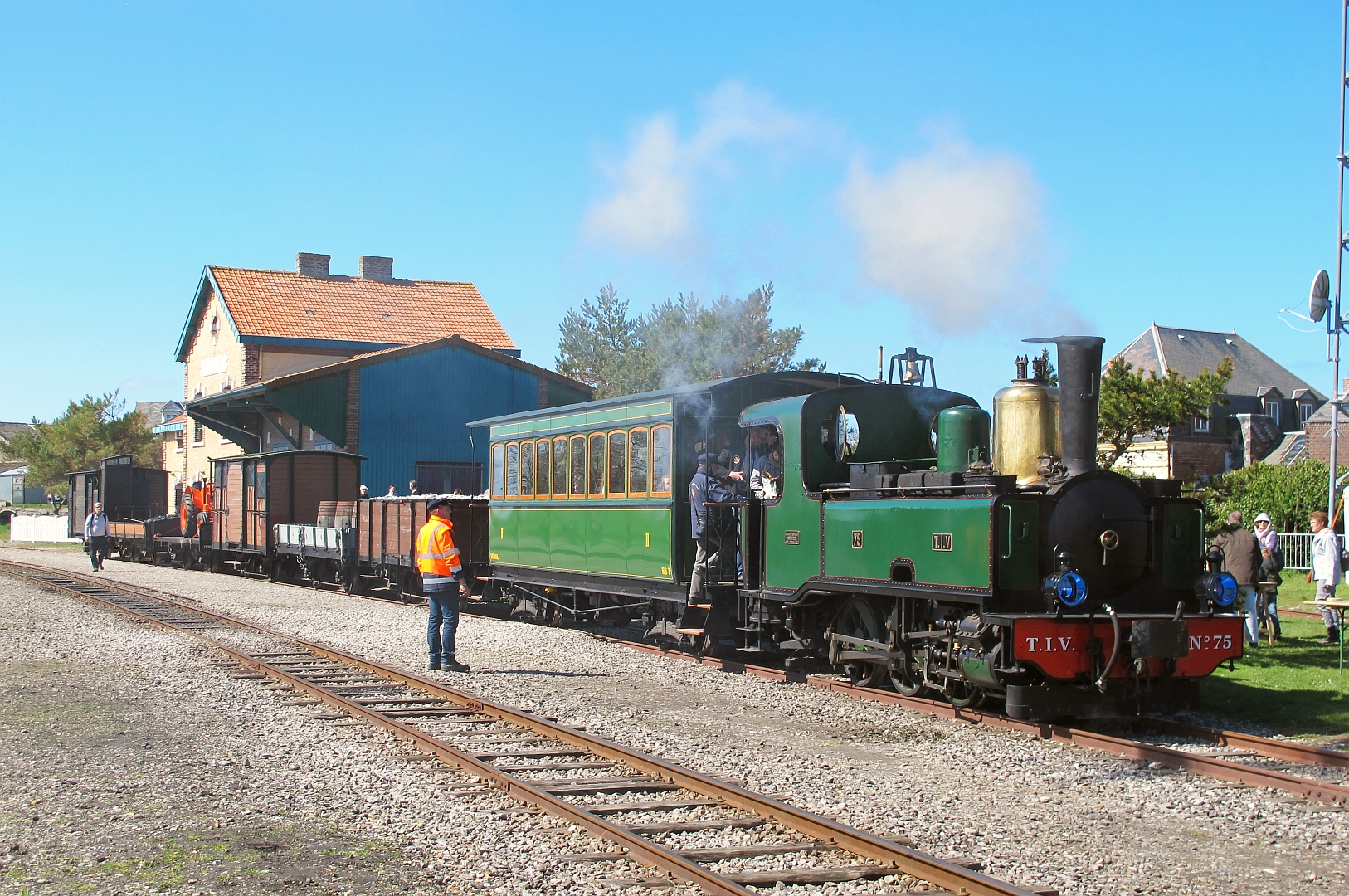
Un train mixte, voyageurs et marchandises, stationne en gare.

### Intermodalité
Le stationnement des véhicules est possible à proximité.

## Culture populaire
Une scène du film Les Vacances de Mr Bean se situe dans cette gare.